# Fléville-devant-Nancy
Fléville-devant-Nancy település Franciaországban, Meurthe-et-Moselle megyében. Lakosainak száma 2187 fő (2022. január 1.). Fléville-devant-Nancy Heillecourt, Houdemont, Laneuveville-devant-Nancy, Ludres és Ville-en-Vermois községekkel határos.

## Népesség
A település népességének változása:
| Lakosok száma | 323  | 2009 | 2751 | 2441 | 2341 | 2313 | 2263 | 2225 | 2205 | 2187 |
|               | 1968 | 1982 | 1990 | 2006 | 2013 | 2015 | 2017 | 2019 | 2020 | 2022 |